# 누구의 딸도 아닌 해원

《누구의 딸도 아닌 해원》은 2013년 2월 28일에 개봉한 홍상수 감독의 영화이다. 2013년 2월에 개최될 제63회 베를린 국제 영화제 경쟁 부문에 초청되었다.

## 줄거리
2012년 3월 21일, 서울 종로구 서촌 사직동에서 어머니 진주(김자옥)와 점심을 먹으러 가던 영화과 학생이자 배우 지망생인 해원(정은채)은 길에서 프랑스 배우이자 가수인 제인 버킨을 우연히 만나 사인을 받는다. 버킨은 해원이 자신의 딸 샤를로트 갱스부르와 많이 닮았다고 말하고, 해원은 크게 기뻐한다. 직후 이 만남이 사실은 해원이 영화 내내 꾼 여러 꿈 중 하나였음이 드러난다. 해원의 어머니는 오빠와 함께 캐나다로 이민 갈 예정이며, 해원에게 미래 계획을 묻는다. 그 후 해원은 자신에게 특별한 추억이 있는 유명장(유명 호텔)을 지나 종로 공공 도서관으로 걸어간다. 나중에 근처 사직 공원에서 그녀는 자신의 대학 교수이자 유부남인 옛 연인 이성준(이선균)을 만난다. 그들은 이미 그의 학생들에게 목격된 식당을 지나쳤고, 그들과 함께 식사를 하기로 결정한다. 해원이 자리를 비웠을 때, 다른 학생들은 그녀가 순수 한국인이 아니며 부유한 집안 출신이라고 수군거린다.
3월 27일, 해원과 성준은 경기도 광주의 남한산성으로 운전해 가던 중, 그가 어떻게 자신들의 관계를 끊었는지와 해원이 동료 학생인 재홍과 바람을 피웠는지에 대해 말다툼을 벌인다.
4월 3일, 해원은 대학 도서관에서 잠이 들고, 동료 학생인 유란이 성준과 바람을 피우는지 묻는 꿈을 꾼다. 그리고 나서 서촌을 거닐던 중 해원은 1년 전 이혼하고 자신과 같은 사람과 재혼을 찾고 있는 캘리포니아주 샌디에고의 교수 중원(김의성)을 우연히 만난다. 나중에 남한산성에서 친구 연주(예지원)와 그녀의 남자친구 중식(유준상 (배우))을 만났을 때, 그녀는 그들에게 그 만남에 대해 이야기한다. 그리고 성준이 전화해서 즉시 만나자고 요구한다.

## 캐스팅
- 정은채 - 해원 역
- 이선균 - 성준 역
- 김자옥 - 진주(해원 모) 역
- 김의성 - 중원 역
- 유준상 - 중식 역
- 예지원 - 연주 역
- 류덕환 - 동주 역
- 기주봉 - 후원 역
- 안재홍 - 학생 1 역
- 배유람 - 학생 2 역
- 신선 - 학생 3 역
- 정다원 - 학생 4 역
- 안선영 - 학생 5 역
- 박주희 - 학생 6 역
- 제인 버킨 - 서촌 관광객 역(특별출연)

## 수상
- 제22회 부일영화상 신인 여자 연기상 - 정은채
- 제14회 부산영화평론가협회상 신인여우상 - 정은채
- 제33회 한국영화평론가협회상 여자신인상 - 정은채
- 제5회 올해의 영화상 신인여우상 - 정은채
- 제1회 들꽃영화상 여우주연상 - 정은채